# Тархов, Сергей Анатольевич
Сергей Анатольевич Тархов (род. 17 июня 1953) — российский географ, автор работ по географии и истории транспорта.

## Биография
Выпускник кафедры экономической географии СССР МГУ имени М. В. Ломоносова (1976 год). С 1979 года работает в Институте географии РАН, где им были защищены кандидатская (1982) и докторская (2002) диссертации. Доктор географических наук. Ведущий научный сотрудник кафедры социально-экономической географии зарубежных стран МГУ имени М. В. Ломоносова.

## Научная деятельность
Работы Тархова посвящены проблемам теоретической географии и географии транспорта (в основном — изучение конфигурации транспортных сетей, их топологии и эволюции), истории железных дорог и общественного транспорта России и других государств, истории административно-территориального деления России, география транспорта Китая.
С. А. Тархов — автор более 200 научных и научно-популярных работ (в том числе более 15 монографий), а также автор курсов лекций по географии транспорта и туристскому страноведению, которые читаются в ряде вузов Москвы (в том числе в МГУ им. М.В. Ломоносова).

### Основные работы
- Тархов С. А. История московского трамвая. — М., 1999. — 356 с.
- Тархов С. А. Изменение административно-территориального деления России за последние 300 лет // География, 2001. № 15, 21, 28.
- Тархов С. А. Эволюционная морфология транспортных сетей. — Смоленск—М.: Универсум, 2005. — 384 с. Тираж 1000 экз.
- Тархов С. А., Середина Е. В., Королева Л. В. География: учебник по специальностям «Менеджмент организации», «Туризм». — М.: Советский спорт, 2008. — 342 с.
- Tarkhov S. Empire of the trolleybus. — L., 2000.
- Тархов С., Козлов К., Оландер А. Электротранспорт Украины. Энциклопедический путеводитель — К.: Варто, 2011.